# SMS Kaiser Karl VI
Le SMS Kaiser Karl VI était un croiseur cuirassé de la Marine austro-hongroise. Celui-ci fut construit sur le chantier naval Stabilimento Tecnico Triestino de Trieste (à l'époque en Autriche-Hongrie) avant la Première Guerre mondiale.

Il porte le nom de l'empereur romain germanique Charles VI (1685-1740).

## Conception
Ce deuxième croiseur cuirassé  a été construit au chantier naval STT à Trieste comme le SMS Kaiserin und Königin Maria Theresia. Il a bénéficié d'un meilleur blindage de sa ceinture au niveau de sa ligne de flottaison et d'une tourelle électrique pour ces deux pièces d'artillerie lourde.

## Histoire
- 1901 : voyage de formation en mer Égée.
- 1902-03 : stationnement en Asie de l'Est.
- 1909 : participation à la démonstration navale internationale dans le Levant.
- 1910 : visite pour le 100e anniversaire de la République d'Argentine à Buenos Aires.
- 1913 : durant la guerre des Balkans démonstration navale au large des côtes du Monténégro.
- 1914 : stationnement dans l'escadre de la Méditerranée.
- 9 septembre 1914 : bombardement des batteries côtières du mont Lovćen avec le SMS Kaiser Franz Joseph I.
- 1915 : nouveau bombardement des batteries de Lovćen.
- 29 décembre 1915 : en appui du croiseur léger SMS Helgoland.
- 28 et 29 août 1916 : attaque des côtes italiennes.
- 1er février 1918 : l'équipage a participé à la mutinerie des matelots à Cattaro.
- 19 mars 1918 : déclassement au port de Šibenik en Croatie et transformé en ponton.
- Janvier 1920 : donné aux Alliés, puis vendu à l'aciérie italienne Vaccaro & Co. et démantelé à Naples en 1922.